# Марков гроб у Калиманићима
Марков гроб у Калиманићима (општина Горњи Милановац) налази се у селу Калиманићи, засеок Тетребуша. Овуда је некада пролазио стари пут од Рудника према Чачку. Иако у непосредној близини пута, у питању није крајпуташ („празан гроб” — кенотаф) већ такозвани гроб „усамљеник” мештанина Марка Терзића који је средином 19. века на овом месту страдао несрећним случајем, „од пушке”. По оновременим обичајима везаним за случај задесне смрти, сахрањен је на месту погибије..

## Опис
У студији „Насеља и порекло становништва таковског среза” Миленко С. Филиповић бележи:
На Тетребуши, у огради на њиви Раденка Таисића, налази се Марков крст, старински надгробни споменик. Марко је био од Терзића и ту је случајно погинуо од пушке. Кућа му је била испод Тетребуше. Од те фамилије су Терзићи у Клатичеву и у Горњем Милановцу, а од њих је био и генерал Божа Терзић.

### Материјал, димензије и стање
Споменик је у облику је масивног крста, исклесан од сивог бранетићског камена, димензија 138х58х20 cm. У релативно добром је стању, прекривен лишјем и маховином. Забележено је и да је крст већ деценијама накривљен ка истоку. Место је ограђено и добро одржавано.

### Ликовни садржај
На источној страни уклесана је сведена антропоморфна представа покојника „насмејаног лика”. Геометријски стилизовано тело састоји се из повезаних крстова, док је „сунцолика” глава представљена кругом оивиченим клинастим урезима. Црте лика уклесане су сумарно, а по начину клесања уста стиче се утисак да је покојник приказан као да се смеје.

#### Значење
Према Радојку Николићу, највећем познаваоцу фунералне уметности западне Србије, у питању су архаични, најупрошћенији прикази човека на надгробним споменицима:
Они, у ствари, допуњавају иначе и саме за себе човеколике тесанике на које су уцртани. (...) Подсећају на прастара времена и примитивну мајсторију прве тежачке клесарске наиве. Не означавајући никакве посебности покојника, они задобијају значење општих архи-симбола и као да опомињу на неко древно паганско божанство. Главама у облику зракастог сунца и пуног месеца можда упућују на неко изагробно преображавање, раст, топлину, светлост, мушкост. Из њих (за разлику од уозбиљених студеничких глава) зрачи нека притајена веселост, наслућујућу смешак, животна срдачност, усправна нада. И пуноћа сунцокрета у зрењу. Ко су мајстори ових древних портрета и ко им је био узор — непознато је. Ипак су њихове кружне црте, ма колико „застареле” и предуго „затурене”, досегле и до новијег времена и постале препознатљиве у сликарском делу Лазара Вујаклије.

### Датовање
На споменику нема натписа ни године. Упркос изразито архаичном изгледу, путем аналогије са сличним надгробницима ширег простора рудничког краја на којима су уклесани натписи и године, споменик се са релативном сигурношћу може датирати у четврту или пету деценију 19. века.